# Metropolia della Carelia

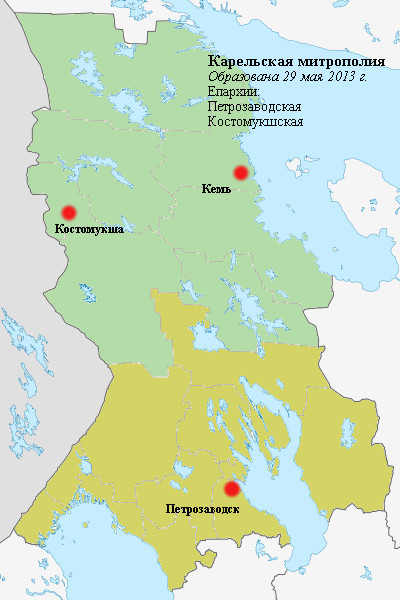
Mappa della metropolia della Carelia: in giallo l'eparchia di Petrozavodsk, e in verde l'eparchia di Kostomukša.

La metropolia della Carelia (in russo Карельская митрополия?) è una delle province ecclesiastiche che costituiscono la Chiesa ortodossa russa.
Istituita dal Santo Sinodo il 29 maggio 2013, comprende l'intera repubblica di Carelia nel circondario federale nordoccidentale.
È costituita da due eparchie:
- Eparchia di Petrozavodsk
- Eparchia di Kostomukša

Sede della metropolia è la città di Petrozavodsk, il cui vescovo ha il titolo di "Metropolita di Petrozavodsk e della Carelia".